# 조마초등학교
조마초등학교는 대한민국 경상북도 김천시 조마면 강곡리에 있는 공립 초등학교다.

## 학교 연혁
- 1935년 7월 1일 조마공립보통학교 개교(설립인가 6월 13일)[1]
- 1938년 4월 1일 조마공립심상소학교로 개칭[2]
- 1941년 4월 1일 조마공립국민학교로 개칭[3]
- 1981년 3월 1일 병설유치원 개원
- 1985년 3월 1일 신곡분교장 편입
- 1994년 3월 1일 신곡분교장 본교 통합
- 1996년 3월 1일 조마초등학교로 개칭[4]
- 1999년 9월 1일 신안분교장 편입
- 2002년 2월 28일 신안분교장 본교 통합
- 2008년 3월 1일 대방초등학교 본교 통합
- 2024년 9월 1일 제33대 최연향 교장 취임
- 2025년 1월 24일 제87회 졸업(졸업생 누계 2,709명)
- 2025년 3월 1일 6학급 편성(특수학급 1학급), 유치원 1학급 편성

## 학교 상징
- 교화 - 백일홍 : 중국 원산의 낙엽 교목으로 7-9월에 100일 동안 꽃이 핀다고 하여 붙여진 이름이며 아름답고 밝은 마음으로 자라는 조마 어린이를 상징함
- 교목 - 소나무 : 소나무과 상록 침엽 교목으로 잎은 두 잎이 뭉쳐나고 피침 모양이다. 늘 푸르고, 씩씩하게 자라는 조마 어린이의 꿈과 희망을 상징함

## 참고 자료
- 조마초등학교 - 한국교육학술정보원 학교알리미